# 赫尔辛基艺术厅

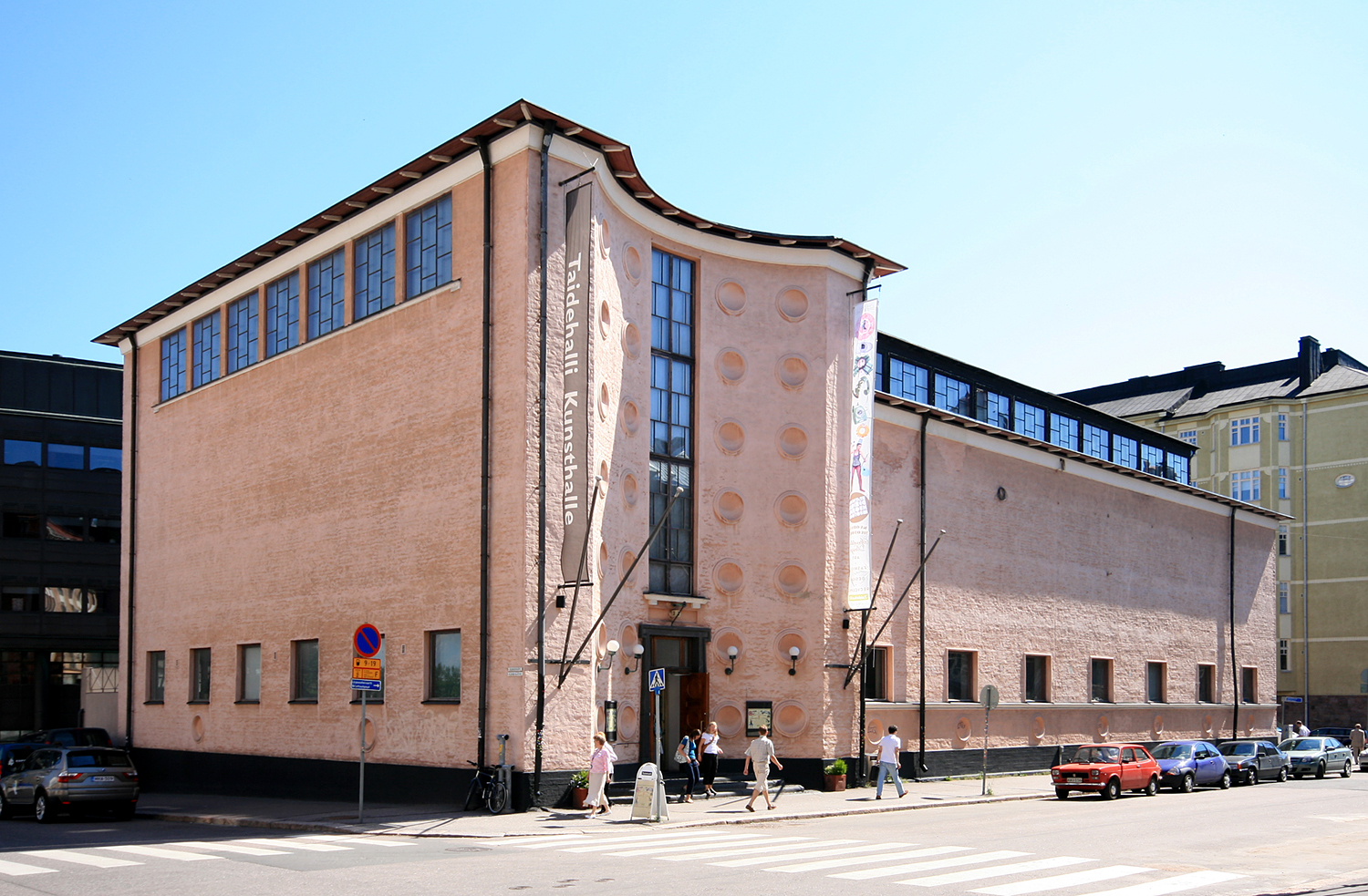
赫尔辛基艺术厅

赫尔辛基艺术厅（芬蘭語：Helsingin Taidehalli）是位於芬蘭首都赫爾辛基的一座美術館。赫尔辛基艺术厅沒有自己的固定展品，但每年會舉辦7至8次主要展覽，展品來自其他的美術館。赫尔辛基艺术厅由私人基金會所有，得到赫爾辛基市政府和教育部的支持，預算四分之一來自補貼。

## 历史和建筑
赫尔辛基艺术厅的诞生是根据当时需要一个场所来举办不同的艺术展览。1927年举办了艺术厅的建筑设计竞赛。1928年3月3日艺术厅建成启用。艺术厅的建成得到了当时的企业界和一些艺术赞助者。艺术厅在其历史上举办了多次著名芬兰和国际艺术家的展览。
赫尔辛基艺术厅是芬兰20世纪20年代古典主义风格的建筑典范。艺术厅是当时典型的非对称建筑。建筑可分成两个四边形的部分。稍高的半部里有雕塑厅；稍矮的半部里有几个绘画厅。两半部之间是楼梯，其顶部有装饰性的蓝色壁龛和金色的星星图案。整个建筑的装饰十分简约，外墙刷成粉红色。
在2008至2009年间艺术厅进行了彻底的重修。重修时在建筑的底部新添了两层地下楼层。